# Julian Wild
Julian Wild (1973) is een Engelse beeldhouwer.

## Leven en werk
Wild studeerde van 1991 tot 1992 aan het Cheltenham Art College in Cheltenham (Gloucestershire) en aansluitend tot 1995 beeldhouwkunst aan de Kingston University in Kingston upon Thames (Surrey). Gedurende enkele jaren experimenteerde hij met materialen en vormen. Hij werkte onder andere als assistent in het atelier van Damien Hirst. De werkvorm die hij sinds 2003 toepast is de zogenaamde installatiekunst; de genummerde werktitels werden de titels der sculpturen: System.
In 2003 had Wild een eerste solotentoonstelling in de Atrium Gallery van PricewaterhouseCoopers in Londen, gevolgd door opdracht voor een installatie in het National Institute for Medical Research in Londen. In 2005 werd Wild genomineerd voor de Jerwood Sculpture Prize met het ontwerp voor System No. 10 van 2005. Hij won de prijs niet, maar zijn werk System No. 24 werd in 2008 uitgevoerd en in de collectie van de Jerwood Sculpture Trail opgenomen.
Wild woont en werkt in Londen.

## Werken (selectie)
- System No. 6, Abbey House in Malmesbury
- System No. 18, Bishop's Square in London sinds 2010
- System No. 19 (2007), Cass Sculpture Foundation[2] in Goodwood bij Chichester (West Sussex)
- System No. 20 (2007), Schroders Investment Management, Gresham Street
- System No. 24 (2008), Jerwood Sculpture Trail
- System No. 25 (2008), Radley College in Abingdon (Oxfordshire)
- System No. 26 (2009), entree Victoria and Albert Museum in Londen (collectief werk)
- System No. 30 (2009), Sculpture in the Parklands in County Offaly (Ierland)

## Fotogalerij

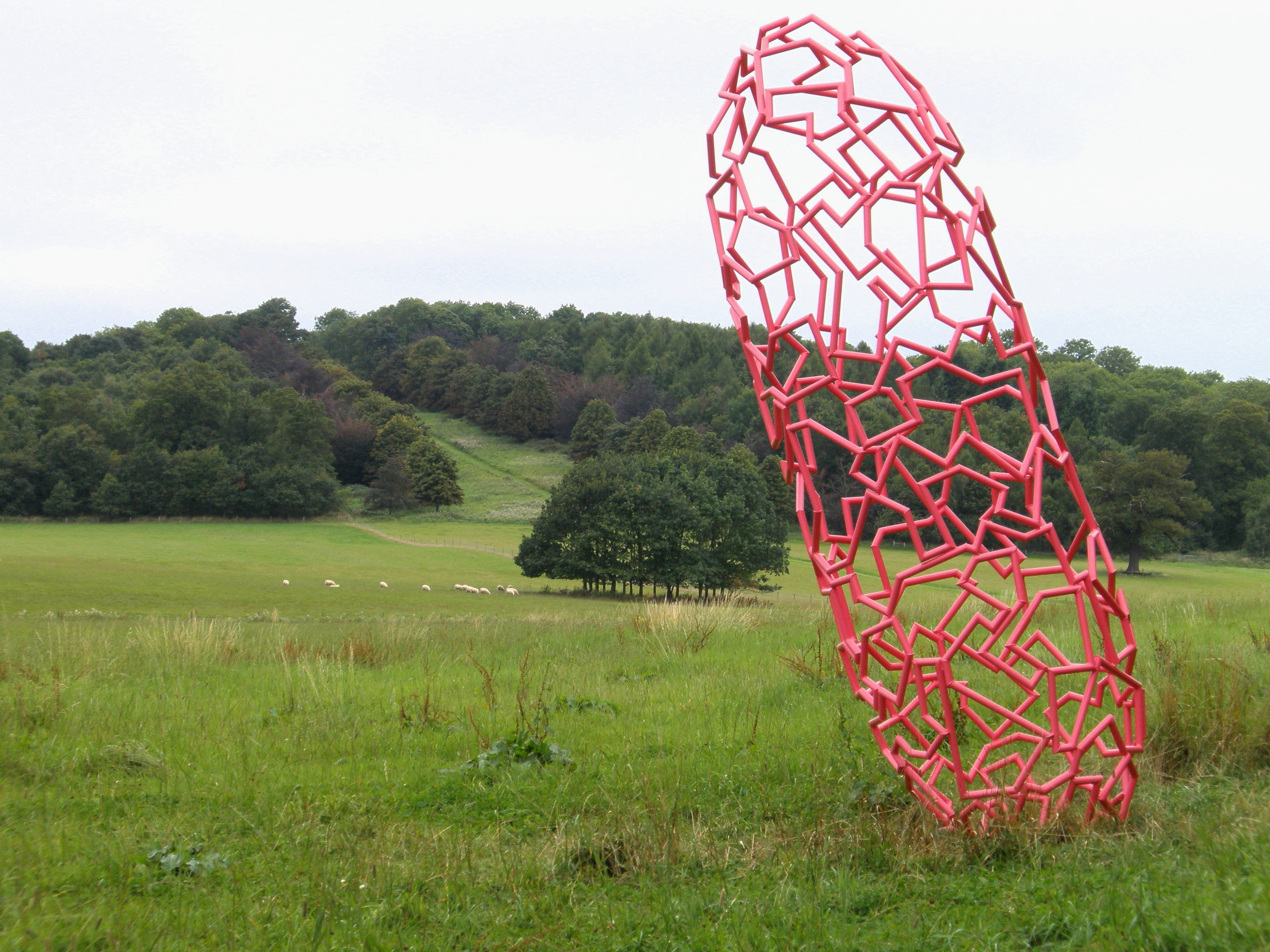
System No. 24
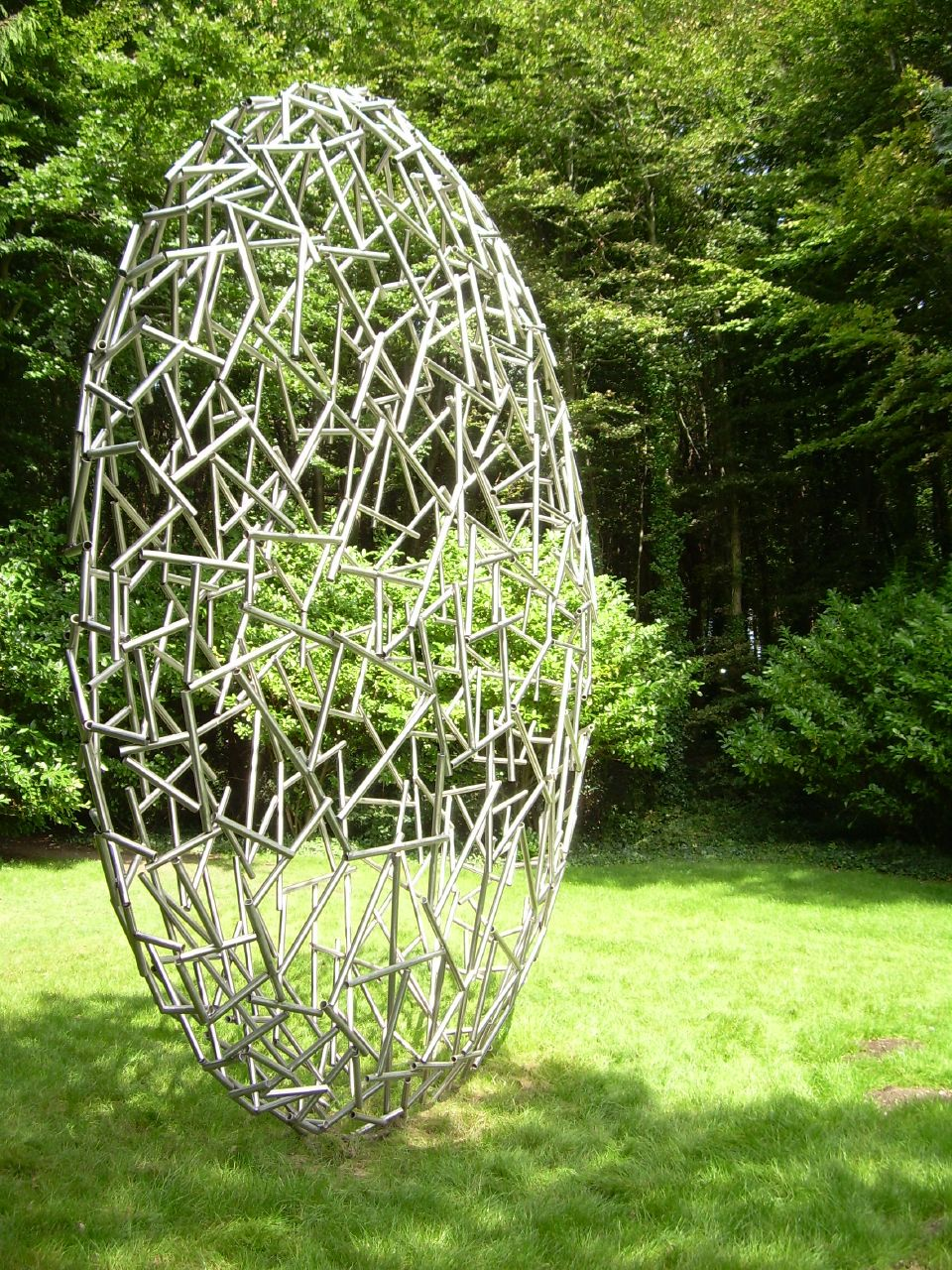
System No. 19
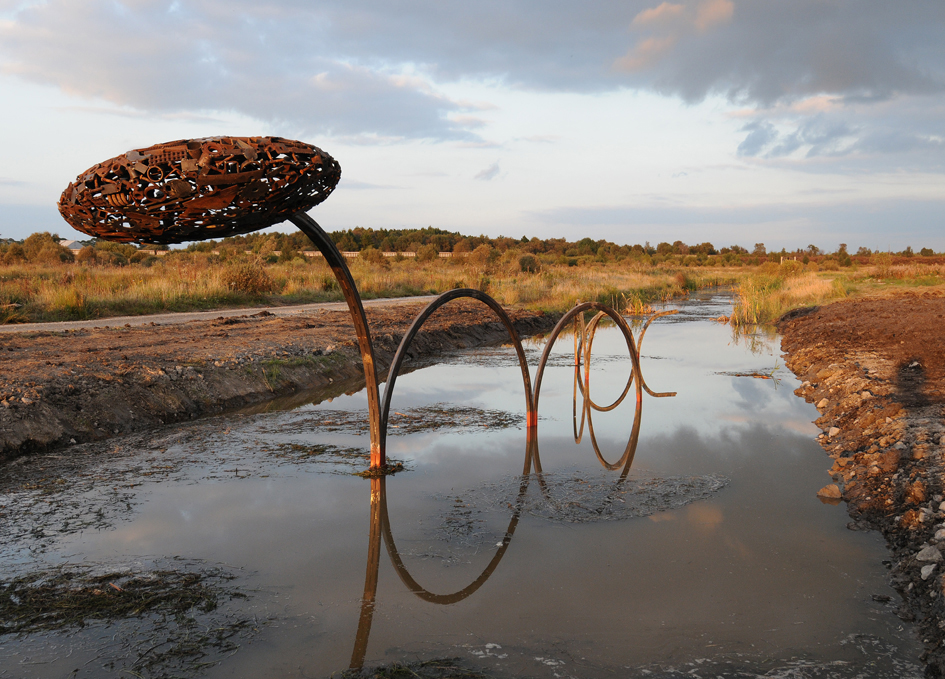
System No. 30